# جزيرة الثميري
جزيرة الثُّميري هي إحدى الجزر الواقعة في الخليج العربي، وتتبع المنطقة الشرقية السعودية. تبلغ مساحة الجزيرة نحو 0,30 كم2 وتبعد عن الساحل بحوالي 0,6 ميل بحري.